# Райт, Эми
Э́ми Райт (англ. Amy Wright, урождённая Э́ми Хэ́ттен, англ. Amy Hatten, известна также как Э́ми Хэ́ттен-Райт, англ. Amy Hatten-Wright; род. 28 января 1964, Дулут, Миннесота) — американская кёрлингистка.

## Достижения
- Чемпионат мира по кёрлингу среди женщин: серебро (1992).
- Чемпионат США по кёрлингу среди женщин: золото (1984, 1992, 2000), серебро (1994, 1999), бронза (2009, 2010).
- Чемпионат США по кёрлингу среди смешанных команд: серебро (2001).

- Почётный приз Всемирной федерации кёрлинга Frances Brodie Award: 1992.
- Лучшая кёрлингистка года в США (англ. USA Curling Female Athlete of the Year): 2000.

## Команды
| Сезон                                          | Четвёртый     | Третий          | Второй               | Первый          | Запасной                            | Турниры                        |
| ---------------------------------------------- | ------------- | --------------- | -------------------- | --------------- | ----------------------------------- | ------------------------------ |
| 1983—84                                        | Эми Хэттен    | Терри Лекселл   | Карен Лекселл        | Келли Сигер     |                                     | ЧСШАЖ 1984 · ЧМ 1984 (9 место) |
| 1991—92                                        | Лиза Шёнеберг | Эми Хэттен-Райт | Лори Маунтфорд       | Джилл Джонс     |                                     | ЧСШАЖ 1992 · ЧМ 1992           |
| 1999—00                                        | Эми Райт      | Эми Бечер       | Джони Коттен         | Натали Сименсон | Корина Маркар тренер: Роберт Фенсон | ЧСШАЖ 2000 · ЧМ 2000 (6 место) |
| 2004—05                                        | Эми Райт      | Кристин Кларк   | Stephanie Roland     | Lisa Rugen      |                                     | ЧСШАЖ 2005 (5 место)           |
| 2008—09                                        | Эми Райт      | Кортни Джордж   | Jordan Moulton       | Patti Luke      | Amanda McLean                       | ЧСШАЖ/АООК 2009                |
| 2009—10                                        | Эми Райт      | Кортни Джордж   | Jordan Moulton       | Amanda McLean   | Patricia Luke                       | ЧСШАЖ 2010                     |
| 2012—13                                        | Кортни Джордж | Эйлин Сормунен  | Amanda McLean        | Julie Lilla     | Эми Райт                            | ЧСШАЖ 2013                     |
| Кёрлинг среди смешанных команд (mixed curling) |               |                 |                      |                 |                                     |                                |
| 1988—89                                        | Тим Райт      | Эми Хэттен      | Расселл Х. Армстронг | —               |                                     | ЧСШАСК 1989 (??? место)        |
| 2000—01                                        | Тим Райт      | Эми Райт        | Ryan Larson          | Эми Бечер       |                                     | ЧСШАСК 2001                    |

(скипы выделены полужирным шрифтом)

## Частная жизнь
Замужем за кёрлингистом Тимом Райтом, чемпионом США.